# Electropolit
L'electropoliment és un procés de fabricació aplicat a les superfícies d'un objecte conductor d'electricitat, com ho és l'acer.
El temps i voltatge aplicat per contactar amb la peça ha de ser regulat, ja que depenent de la composició química, mal·leabilitat, i les característiques de la peça, el corrent circula i el recobreix causant que la capa superficial adquireixi un acabat uniforme degut a les partícules despreses, de manera que es pot dir que la peça metàl·lica se sotmet a un "poliment per electricitat". Per això, els talls i també el treball detallat de la peça pot perdre les seves qualitats, ja que s'arrodoneixen les arestes, si es deixa la peça treballada sota el procés per més temps i voltatge del necessari. No tots els materials poden ser electropolits.
Una altra consideració és la de sotmetre al procés peces amb forats profunds, ja que en les seccions més properes a les superfícies exteriors exposades, els costats externs del cilindre, tendiran a engrandir-se en desproporció amb la resta de l'orifici.
L'electropoliment sol ser un procés aplicat generalment en les etapes finals de la manufactura.